# معركة بانيا لوكا
معركة بانيا لوكا قالب:بوسني هي معركة حدثت عندما قامت الدولة العثمانية تحت قيادة حكيموغلو علي باشا بهزيمة الإمبراطورية الرومانية المقدسة. دارت أحداث المعركة في الرابع من آب عام 1737 بالقرب من قرية بانيا لوكا البوسنية. تنبه الشعب البوسني إلى أن القوات النمساوية كانت تتحضر لاجتياح البوسنة خلال هذه المعركة، فقام القائد العثماني حكيموغلو علي باشا بعقد اجتماع في بلدة تراونيك مع القادة البوسنيون لوضع خطة دفاعية تذوذ عن الهجوم النمساوي. كان التخطيط لهذه المعركة بشكل مستقل دون الرجوع إلى مركزية إسطنبول. يُعتقد بأن هذه المعركة واحد من الأحداث الأكثر أهمية في التاريخ البوسني [الإنجليزية].